# FK Tom Tomsk
FK Tom` (ryska:Футбольный клуб «Томь») är en rysk fotbollsklubb från Tomsk. Klubben grundades 1957 och spelar sina hemmamatcher på Trud Stadium. De spelar i den ryska 2. divisionen (3. nivå).

## Historia
FK Tom` grundades 1957 i Tomsk. Laget har haft ett antal namn under sin historia.
Tidigare namn
- Burevestnik (1957)
- Tomich (1958, 1961-1963)
- Sibelektromotor (1959-1960)
- Torpedo (1964-1967, 1974-1978)
- Tomles (1968-1973)
- Manometr (1979-1987)